# 杉田俊介
杉田 俊介（すぎた しゅんすけ、1975年1月17日 - ）は日本の批評家。

## 経歴
神奈川県川崎市生まれ。法政大学大学院修士課程（日本文学専攻）修了後、川崎市のNPO法人で障害者サポートに従事しながら執筆活動を行う。
2004年、評論「ムラカミハルキ、レター」で第21回早稲田文学新人賞候補。有限責任事業組合フリーターズフリーの組合員となり、雑誌『ロスジェネ』にも寄稿するなど、2000年代（ゼロ年代）後半のロスジェネ論壇で活動した。
最初の著書『フリーターにとって「自由」とは何か』(2005年)は、チェルフィッチュの岡田利規の演劇『エンジョイ』（2006年12月に新国立劇場で初演）の原作となった（『エンジョイ・アワー・フリータイム』「あとがき」）。批評家の大澤信亮は「21世紀の暫定名著」の一冊に『フリーターにとって「自由」とは何か』を選んでいる（「群像」2016年1月号）。
2014年刊行の『宮崎駿論』からはサブ（ポップ）カルチャーを文芸批評的なスタイルで論じることが多くなった。同時期に執筆された『宮崎駿論』『長渕剛論』『ジョジョ論』を「サブカルチャー三部作」としている(『ジョジョ論』あとがき)。『宮崎駿論』『ジョジョ論』『ドラえもん論』『ジャパニメーションの成熟と喪失』は繁体字に翻訳されている（『宮崎駿論』は簡体字翻訳もあり）。
木村文洋監督の長編映画『息衝く』（2018年公開）の共同脚本に参加。パンフレットに「報告と感想」を寄稿。
2017年から2022年まですばるクリティーク賞の選考委員を務めた。『すばる』2019年6月号から長編評論「橋川文三とその浪曼」を連載（同誌2021年3月号、全二十一回で完結。2022年4月、河出書房新社より単行本刊行）。
2019年末、複合差別に対抗するための雑誌『対抗言論』（編集委員＝杉田俊介・櫻井信栄、編集協力＝川村湊）を刊行。2020年より、文芸評論家の川口好美が手作りする文芸小冊子「練習生」に「混在郷だより」を連載。近年はジェンダーや男性学についての著作が多い。『非モテの品格』『マジョリティ男性にとってまっとうさとは何か』は「男性批評三部作」を構成する予定だという。

## 著作
- 『フリーターにとって「自由」とは何か』人文書院、2005
- 『無能力批評』大月書店、2008
- 『宮崎駿論――神々と子どもたちの物語』NHKブックス、2014（繁体字版、2017、簡体字版、2022）
- 『長渕剛論』毎日新聞出版、2016
- 『非モテの品格――男にとって「弱さ」とは何か』集英社新書、2016
- 『宇多田ヒカル論』毎日新聞出版、2017(三省堂高等学校教科書『精選文学国語』2023年度に採録)
- 『ジョジョ論』作品社、2017（繁体字版、2021）
- 『戦争と虚構』作品社、2017（庵野秀明、新海誠、細田守、片渕須直、押井守らを論じている）
- 『安彦良和の戦争と平和』中公新書ラクレ、2019
- 『ドラえもん論』Pヴァイン、2020（繁体字版、2023）
- 『人志とたけし』晶文社、2020（九龍ジョー、マキタスポーツ、矢野利裕、西森路代との対談・座談を収録）
- 『ジャパニメーションの成熟と喪失――宮崎駿とその子どもたち』大月書店、2021（繁体字版、2025）
- 『マジョリティ男性にとってまっとうさとは何か』集英社新書、2021
- 『橋川文三とその浪曼』河出書房新社、2022
- 『神と革命の文芸批評』「対抗言論叢書」法政大学出版局、2022
- 『男がつらい！――資本主義社会の「弱者男性」論』ワニブックスPLUS新書、2022（韓国語版、2023）
- 『男が男を解放するために――大増補改定版・非モテの品格』Ｐヴァイン、2023
- 『糖尿病の哲学――弱さを生きる人のための〈心身の薬〉』作品社、2024
- 『男性解放批評序説ーーフェミニズム・トランスジェンダー・メンズリブ』ホーム社、2025
- 『鬱病日記』晶文社、2025

## 共著・編著
- 『フリーターズフリー』01号、有限責任事業組合フリーターズフリー、2007
- 『フリーター論争2．0』人文書院、2008
- 『1995年――未了の問題圏』大月書店、2008
- 『フリーターズフリー』02号、有限責任事業組合フリーターズフリー、2008
- 『フェミニズムはだれのもの？――フリーターズフリー対談集』人文書院、2010
- 『障害者介助の現場から考える生活と労働　ささやかな「介助者学」のこころみ』明石書店、2013
- 『相模原障害者殺傷事件――優生思想とヘイトクライム』（立岩真也との共著）青土社、2016
- 『東日本大震災後文学論』（限界研）南雲堂、2017[3]
- 『対抗言論』1号（編集委員＝杉田俊介・櫻井信栄、編集協力＝川村湊）法政大学出版局、2019
- 『百田尚樹をぜんぶ読む』（藤田直哉との共著）集英社新書、2020
- 『対抗言論』2号（編集委員＝杉田俊介・櫻井信栄、編集協力＝川村湊・藤原侑貴）法政大学出版局、2021
- 『橋川文三』(編集＝中島岳志・杉田俊介)河出書房新社、2022

- 『対抗言論』3号（編集委員＝川口好美・杉田俊介・櫻井信栄・藤原侑貴）法政大学出版局、2023
- 『秋葉原事件を忘れない』（中島岳志、雨宮処凛、杉田俊介、斎藤環、平野啓一郎）かもがわ出版、2023

## 対談・座談等
- 中島岳志・杉田俊介「〈1995年以後〉をどう捉え／生きるか」、「αシノドス」17号 - 19号、2009
- 市野川容孝・堀田義太郎・杉田俊介「「ケアの社会化」 の此／彼岸」、「現代思想」2009年2月号、青土社
- 大澤信亮・杉田俊介「10年の対話」、「ロスジェネ」04、かもがわ出版、2010
- 岡田利規・杉田俊介「僕たちにとって貧困とは何か」、「すばる」2010年11月号
- 東浩紀インタビュー「批評を持続させるために」、「すばる」2015年2月号
- 斎藤環・杉田俊介「境界線を生きる者たち」、「ユリイカ」2015年1月増刊号
- 杉田俊介・藤田直哉・矢野利裕「ブックガイド　近代日本の文芸批評を知るための40冊」、「すばる」2016年2月号
- 佐々木敦・杉田俊介「当事者批評の可能性」、「クライテリア」、文学フリマ東京2016年11月23日
- 安彦良和・杉田俊介「裏街道（サブカルチャー）からのまなざし」、「週刊読書人」2017年4月14日号
- 熊谷晋一郎・杉田俊介「「障害者＋健常者運動」最前線――あいだをつなぐ「言葉」」、「現代思想」2017年5月号
- 松本俊彦・杉田俊介「取り残されているのはマジョリティ側の男性」、「週刊金曜日」2017年6月9日号
- 大澤聡・杉田俊介「ポストクリティークと現代・日本・批評」、「エクリヲ」vol.13、2021年4月
- 河野真太郎・杉田俊介「日本のアニメは「男性の成熟・ケア」をどう描いてきたか」、「現代ビジネス」2021年10月
- 西井開・杉田俊介「男性問題を語りつくそう」、「集英社新書プラス」2022年2月2日
- 藤田直哉・杉田俊介「批評に「今」何ができるか」、「読書人」2022年3月18日号
- 中島岳志・杉田俊介「現在の息苦しさの向かう先を、橋川文三の「戦後」から問う」、『橋川文三』2022年5月